# Nationalversammlung (Togo)
Die Nationalversammlung (fr.: Assemblée Nationale du Togo) ist das Parlament im Einkammersystem von Togo.
In der Nationalversammlung sind 91 Abgeordnete vertreten, die für fünf Jahre nach dem Verhältniswahlrecht gewählt werden. 
Im April 2024 billigte das Parlament eine Verfassungsänderung, die einen Übergang vom Präsidialsystem zu einem parlamentarischen Regierungssystem vorsieht. Künftig wählt das Parlament den Staatspräsidenten. Zudem wird der neue Posten eines „Vorsitzenden des Ministerrats“ geschaffen, der als Regierungschef fungiert. Dieses Amt erhält der Vorsitzende derjenigen Partei, die im Parlament die Mehrheit stellt.
Die jüngste Parlamentswahl fand am 29. April 2024 statt.

## Zusammensetzung
| Alliance Arc-en-ciel                                                      | –    | –  | –  | –  | 6  | –  |
| Mouvement des croyants pour l'égalité et la paix (MOCEP)                  | –    | –  | 1  | –  | –  | –  |
| Collectif Sauvons le Togo (CST)                                           | –    | –  | –  | –  | 19 | –  |
| Comité d’action pour le renouveau (CAR)                                   | (36) | –  | –  | 4  | –  | –  |
| Convention des forces nouvelles (CFN)                                     | (1)  | –  | –  | –  | –  | –  |
| Mouvement de jeunesse togolaise (JUVENTO)                                 | –    | –  | 2  | –  | –  | –  |
| Rassemblement du peuple togolais (RPT)                                    | (35) | 79 | 72 | 50 | –  | –  |
| Rassemblement pour le soutien de la démocratie et du développement (RSDD) | –    | –  | 3  | –  | –  | –  |
| Union des forces de changement (UFC)                                      | –    | –  | –  | 27 | 3  | 7  |
| Union pour la justice et la démocratie (UJD)                              | (2)  | –  | –  | –  | –  | –  |
| Union pour la démocratie et le progrès social (UDPS)                      | –    | –  | 2  | –  | –  | –  |
| Union pour la république (UNIR)                                           | –    | –  | –  | –  | 62 | 59 |
| Union togolaise pour la démocratie (UTD)                                  | (7)  | –  | –  | –  | –  | –  |
| Nouvel engagement togolais (NET)                                          | –    | –  | –  | –  | –  | 3  |
| Mouvement patriotique pour la démocratie et le développement (MPDD)       | –    | –  | –  | –  | –  | 2  |
| Parti des démocrates panafricains (PDP)                                   | –    | –  | –  | –  | –  | 1  |
| Mouvement des républicains centristes (MRC)                               | –    | –  | –  | –  | –  | 1  |
| Parteilose                                                                | –    | 2  | 1  | –  | 1  | 18 |
| Total                                                                     | 81   | 81 | 81 | 81 | 91 | 91 |

Die Zahlen in Klammern sind unsicher. Andere Quellen sprechen von einem anderen Wahlergebnis.

## Parlamentsgebäude

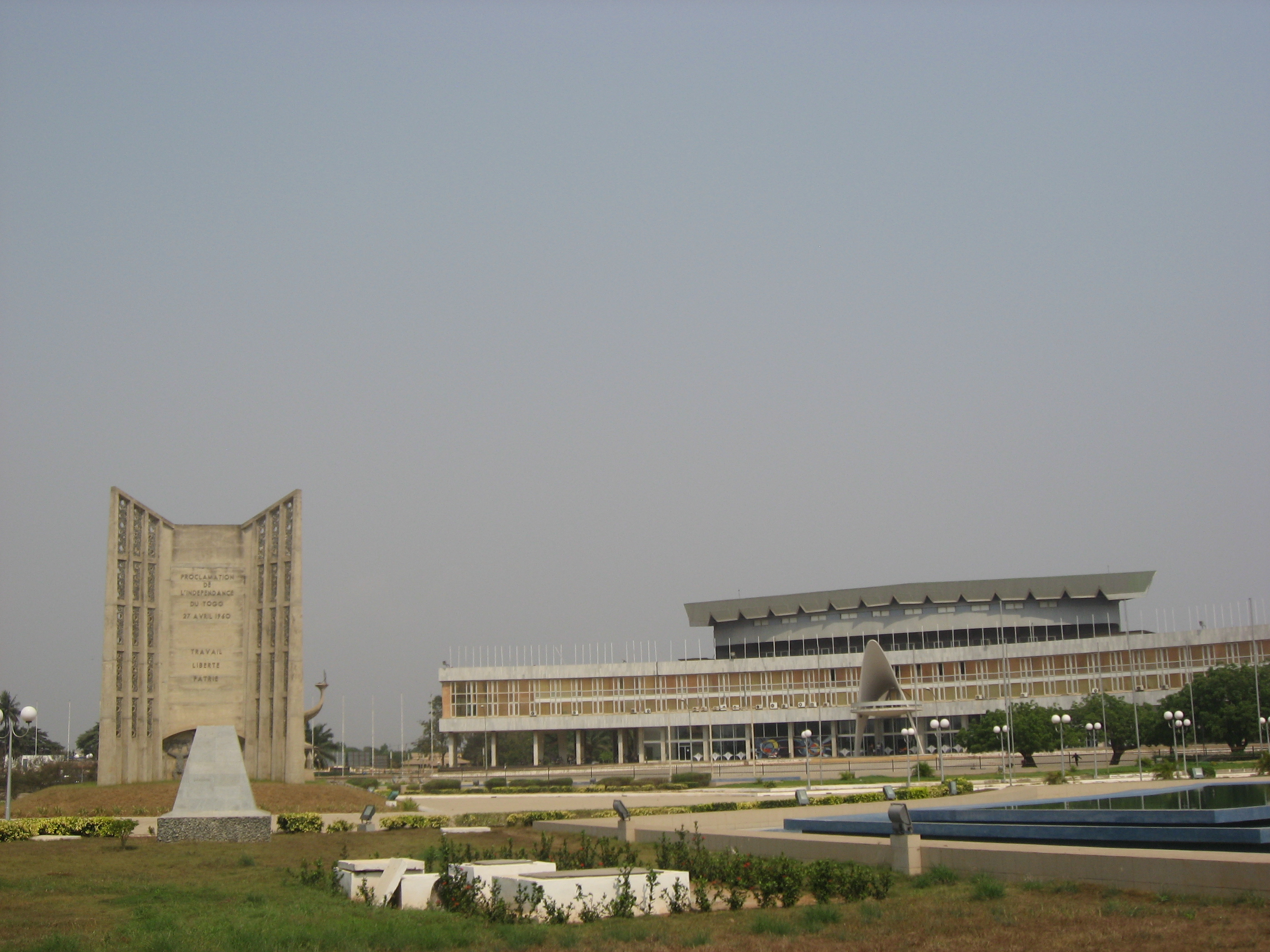
Parlamentsgebäude in Lomé, 2012
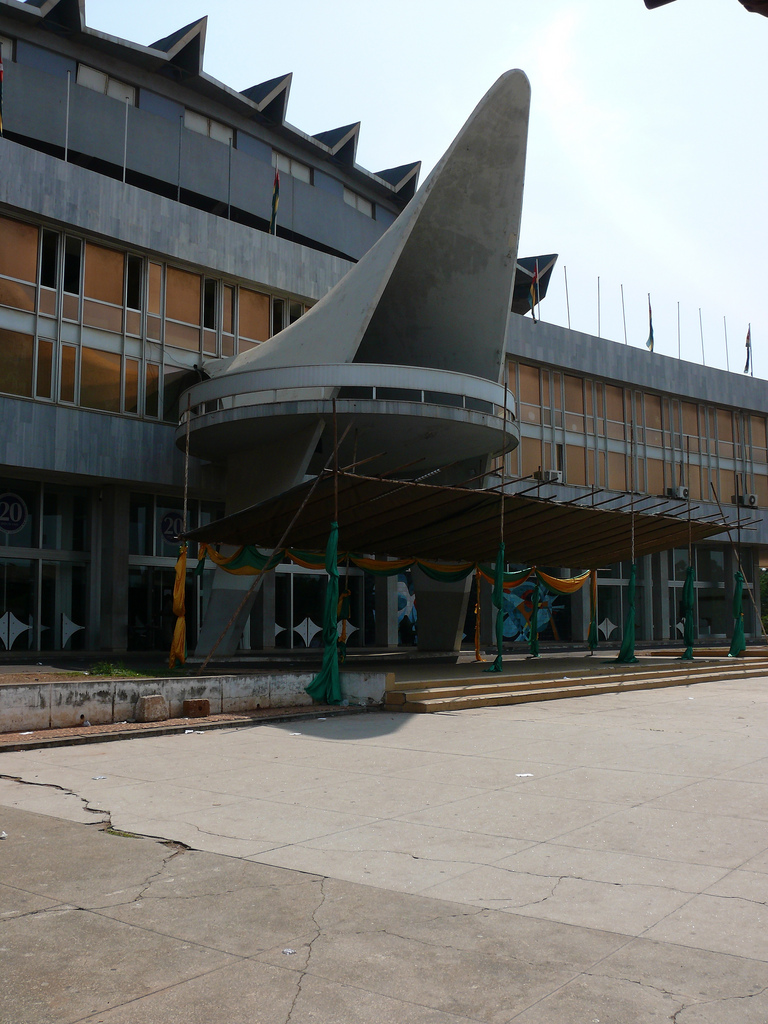
Portal des Palais des Congrès in Lomé, 2010

Die Nationalversammlung hat ihren Sitz in der Hauptstadt Lomé.
Das Gebäude wurde 1975 eröffnet und beherbergt neben der Nationalversammlung auch das Nationalmuseum von Togo. Der dreiflügelige, konkave Bau wird Palais des Congrès genannt.